# Barb Goffman
Barb Goffman, est une nouvelliste américaine, auteure de littérature policière.

## Œuvre

### Nouvelles
- Murder at Sleuthfest (2005)
- Compulsive Bubba (2008)
- The Worst Noel (2009)
- Volunteer of the Year (2010)
- The Contes (2010)
- An Officer and a Gentleman's Agreement (2010)
- Biscuits, Carats, and Gravy (2010)
- Truth and Consequences (2011)
- The Lord Is My Shamus (2012)
- Murder a la Mode (2012)
- Bon Appetit (2012)
- Ulterior Motives (2012)
- Evil Little Girl (2013)
- Nightmare (2013)
- Have Gun - Won't Travel (2013)
- Christmas Surprise (2013)
- Suffer the Little Children (2013)
- Dead and Buried Treasure (2013)
- Operation Knock Her Down a Peg (2013)
- The Shadow Knows (2014)
- It's A Trap! (2014)
- A Year Without Santa Claus?(2015)
- The Wrong Girl (2015)
- Stepmonster (2016)
- The Best-Laid Plans (2016)
- Whose Wine Is It Anyway? (2017)
- Crazy Cat Lady (2017)
- Till Murder Do Us Part (2018)
- The Case of the Missing Pot Roast (2018)
- Bug Appétit (2018)
- Punching Bag (2019)
- The Power Behind the Throne (2019)
- Alex's Choice (2019)
- Dear Emily Etiquette (2020)
- Beauty and the Beyotch (2022)
- The Gift (2022)
- Real Courage (2024)
- A Matter of Trust (2024)
- The Postman Always Flirts Twice (2024)

### Recueil de nouvelles
- Don't Get Mad, Get Even (2013)

## Prix et distinctions

### Prix
- Prix Macavity 2013 de la meilleure nouvelle pour The Lord Is My Shamus[1]
- Silver Falchion Award 2014 du meilleur recueil de nouvelles pour Don't Get Mad, Get Even[2]
- Prix Agatha 2015 de la meilleure nouvelle pour A Year Without Santa Claus?[3]
- Prix Agatha 2020 de la meilleure nouvelle pour Dear Emily Etiquette[3]
- Prix Anthony 2023 de la meilleure nouvelle pour Beauty and the Beyotch[4]
- Prix Macavity 2023 de la meilleure nouvelle pour Beauty and the Beyotch[1]
- Prix Agatha 2022 de la meilleure nouvelle pour Beauty and the Beyotch[3]
- Prix Agatha 2024 de la meilleure nouvelle pour A Matter of Trust[3]

### Nominations
- Prix Agatha 2005 de la meilleure nouvelle pour Murder at Sleuthfest[3]
- Prix Agatha 2009 de la meilleure nouvelle pour The Worst Noel[3]
- Prix Agatha 2010 de la meilleure nouvelle pour Volunteer of the Year[3]
- Prix Agatha 2011 de la meilleure nouvelle pour Truth and Consequences[3]
- Prix Anthony 2012 de la meilleure nouvelle pour Truth and Consequences[4]
- Prix Macavity 2012 de la meilleure nouvelle pour Truth and Consequences[1]
- Prix Agatha 2012 de la meilleure nouvelle pour The Lord Is My Shamus[3]
- Prix Anthony 2013 de la meilleure nouvelle pour The Lord Is My Shamus[4]
- Prix Pushcart pour Bon Appetit
- Prix Agatha 2013 de la meilleure nouvelle pour Evil Little Girl[3]
- Prix Agatha 2013 de la meilleure nouvelle pour Nightmare[3]
- Prix Agatha 2014 de la meilleure nouvelle pour The Shadow Knows[3]
- Prix Anthony 2015 de la meilleure nouvelle pour The Shadow Knows[4]
- Prix Macavity 2015 de la meilleure nouvelle pour The Shadow Knows[1]
- Prix Macavity 2016 de la meilleure nouvelle pour A Year Without Santa Claus?[1]
- Derringer Award 2016 pour The Wrong Girl[5]
- Prix Agatha 2016 de la meilleure nouvelle pour The Best-Laid Plans[3]
- Prix Agatha 2017 de la meilleure nouvelle pour Whose Wine Is It Anyway?[3]
- Prix Anthony 2018 de la meilleure nouvelle pour Whose Wine Is It Anyway?[4]
- Prix Macavity 2018 de la meilleure nouvelle pour Whose Wine Is It Anyway?[1]
- Prix Derringer 2019 pour Till Murder Do Us Part[6]
- Prix Derringer 2019 pour The Case of the Missing Pot Roast[6]
- Prix Agatha 2018 de la meilleure nouvelle pour Bug Appétit[3]
- Prix Anthony 2019 de la meilleure nouvelle pour Bug Appétit[4]
- Prix Macavity 2019 de la meilleure nouvelle pour Bug Appétit[1]
- Prix Agatha 2019 de la meilleure nouvelle pour Alex's Choice[3]
- Prix Macavity 2020 de la meilleure nouvelle pour Alex's Choice[1]
- Prix Anthony 2021 de la meilleure nouvelle pour Dear Emily Etiquette[4]
- Prix Macavity 2021 de la meilleure nouvelle pour Dear Emily Etiquette[1]
- Prix Agatha 2021 de la meilleure nouvelle pour A Family Matter[3]
- Prix Agatha 2021 de la meilleure nouvelle pour A Tale of Two Sisters[3]
- Prix Thriller 2023 de la meilleure nouvelle pour The Gift[7]
- Prix Anthony 2024 de la meilleure nouvelle pour Real Courage[4]
- Prix Macavity 2024 de la meilleure nouvelle pour Real Courage[1]
- Prix Agatha 2024 de la meilleure nouvelle pour The Postman Always Flirts Twice[3]
- Prix Anthony 2025 de la meilleure nouvelle pour A Matter of Trust[4]
- Prix Macavity 2025 de la meilleure nouvelle pour The Postman Always Flirts Twice[1]